# 281
Het jaar 281 is het 81e jaar in de 3e eeuw volgens de christelijke jaartelling.

## Gebeurtenissen

### Italië
- Keizer Probus keert na een veldtocht van vier jaar terug in Rome en houdt een triomftocht ter ere van zijn overwinningen op de Vandalen en de usurpators.
- Probus laat Proculus in het openbaar executeren, maar spaart zijn familie in Albingaunum (Ligurië) en het vergaarde fortuin dat hij achterlaat.
- Probus ontbindt sommige legioenen voor civiele taken, zoals het aanleggen van wijngaarden en droogleggen van moerassen in Gallië en Pannonië.

## Overleden
- Proculus, Romeins usurpator (tegenkeizer)